# Paige Madden
Paige Madden (ur. 22 października 1998) – amerykańska pływaczka specjalizująca się w stylu dowolnym, dwukrotna wicemistrzyni olimpijska w sztafecie 4 × 200 m stylem dowolnym.

## Kariera
W 2019 roku na uniwersjadzie w Neapolu zdobyła złoty medal w sztafecie 4 × 200 m stylem dowolnym. 
Dwa lata później podczas igrzysk olimpijskich w Tokio wraz z Allison Schmitt, Katie McLaughlin i Katie Ledecky wywalczyła srebro w sztafecie 4 × 200 m stylem dowolnym. Reprezentantki Stanów Zjednoczonych ustanowiły również nowy rekord obu Ameryk (7:40,73). W konkurencji 400 m stylem dowolnym Madden zajęła siódme miejsce z czasem 4:06,81.  